# Cișmănești
Cișmănești – wieś w Rumunii, w okręgu Botoszany, w gminie Dobârceni. W 2011 roku liczyła 414 mieszkańców.